# Црква Светог пророка Илије у Левосоју
Црква Светог пророка Илије у Левосоју, насељеном месту на територији Општине Бујановац, православни је храм који припада Епархији врањској Српске православне цркве.
Црква посвећена Светом пророку Илији рема истраживањима Јована Хаџи Васиљевића, стара постојећа црква оправљена је 1859. године. Црква је подигнута као богомоља села Левосоје и Осларе, а око ње је формирано левосојско гробље. Оправка цркве 1859. године указује на чињеницу да је првобитни храм подигнут у ранијим временима. У обнови из 1859. године покривена /је/ сламом, а тек касније ћеремидом.
На западној фасади исписане су године 1887, 1914. и 1966, којеуказују на касније обнове цркве. О обнови из 1887. године сведочи досликавање иконостаса, 1886. године и осликавање цркве, 1887. године.
Иконе на иконостасу сликане су 1870. године и дело су зографа Аврама. У каснијим деценијама, програм олтарске преграде допуњен је иконама Димитрија Андонова Папрадишког и његовог сарадника, Петра Николова, као и једном иконом насталом у руским иконописачким радионицама. На иконостасу има 40 икона. Зидно сликарство настало је током 1887, као рад Димитрија Андонова и његовог помоћника, Петра Николова. Очувано је у олтарском и предолтарском простору.
Благословом епископа врањског Пахомија, а трудом Црквеног одбора и мештана села, 2008. године извршена је комплетна реконструкција цркве и замењена основа иконостаса. Године 2016. обновљена је спољашња фасада, а у истом периоду подигнута је и народна трпезарија.